# Třída Rajshree
Třída Rajshree je třída rychlých pobřežních hlídkových lodí indické pobřežní stráže. Celkem bylo ve dvou skupinách postaveno čtrnáct jednotek této třídy pro Indické pobřežní stráž. Mezi jejich úkoly patří ochrana výhradní námořní ekonomické zóny země, ochrana rybolovu, nebo mise SAR. Jediným zahraničním uživatelem třídy jsou Seychely.

## Stavba
Indická loděnice Garden Reach Shipbuilders & Engineers (GRSE) v Kalkatě v letech 2010–2013 postavila osm hlídkových člunů této třídy. Následně byla objednána stavba druhé pětikusové série. Kýl první jednotky druhé série byl založen v květnu 2017. Šestá jednotka druhé série Kamla Devi byla objednána jako náhrada za stejnojmenné plavidlo před dokončením prodané Syechelám. Plavidla druhé série byla do služby přijata do ledna 2023.
Jednotky třídy Rajshree:
| Jméno                                      | Spuštěna           | Vstup do služby   | Status                                                                    |
| ------------------------------------------ | ------------------ | ----------------- | ------------------------------------------------------------------------- |
| ICGS Rajshree (82)                         | 21. března 2011    | 15. února 2012    | Aktivní                                                                   |
| ICGS Rajtarang (83)                        | 21. března 2011    | 19. května 2012   | Aktivní                                                                   |
| ICGS Rajkiran (84)                         | 30. září 2011      | 29. srpna 2012    | Aktivní                                                                   |
| ICGS Rajkamal (85)                         | 30. září 2011      | 8. ledna 2013     | Aktivní                                                                   |
| ICGS Rajratan (86)                         | 30. září 2011      | 11. února 2013    | Aktivní                                                                   |
| ICGS Rajdoot (87)                          | 6. srpna 2012      | 22. dubna 2013    | Aktivní                                                                   |
| ICGS Rajveer (88)                          | 6. srpna 2012      | 10. srpna 2013    | Aktivní                                                                   |
| ICGS Rajdhwaj (89)                         | 29. ledna 2013     | 11. prosince 2013 | Aktivní                                                                   |
| ICGS Priyadarshini (221)                   | 30. prosince 2017  | 26. dubna 2019    | Aktivní                                                                   |
| ICGS Annie Besant (223)                    | 31. března 2018    | 12. ledna 2020    | Aktivní                                                                   |
| ICGS Amrit Kaur (225)                      | 22. listopadu 2018 | 12. ledna 2020    | Aktivní                                                                   |
| ICGS Kanaklata Barua (226)                 | 10. srpna 2019     | 30. září 2020     | Aktivní                                                                   |
| ICGS Kamla Devi (224)                      | 2. května 2022     | 12. ledna 2023    | Náhradní jednotka za hlídkovou loď Kamla Devi prodanou Seychelám, aktivní |
| SCGS Zoroaster (P609, ex Kamla Devi (224)) | 22. listopadu 2018 | 29. června 2021   | Před dokončením prodána Seychelám, aktivní                                |

## Konstrukce
Plavidla jsou vyzbrojena jedním 30mm kanónem CRN-91 s dosahem 4 km. Nesou gyroskopicky stabilizovaný elektrooptický systém řízení palby. Jsou vybavena jedním rychlým člunem, dvěma čluny Gemini a vodním skútrem. Pohonný systém tvoří tři diesely MTU 16V 4000 M90, každý o výkonu 2028 kW, pohánějící tři vodní trysky Rolls-Royce KaMeWa 71S2. Nejvyšší rychlost dosahuje 34 uzlů. Dosah je 1500 námořních mil při ekonomické rychlosti 16 uzlů.